# オカチョウジガイ
オカチョウジガイ（陸丁子貝）、学名 Allopeas clavulinum kyotoense は、アフリカマイマイ科に分類される陸産貝類の一種。海産貝類のチョウジガイに似た形で陸生のためこの名がある。同様に陸生で細長い殻をもつキセルガイと混同されることがあるが、オカチョウジガイは右巻きでキセルガイは左巻きなので区別できる。
最後の「ガイ」を略し「オカチョウジ」と呼ばれることもある。

## 分布
日本全土に分布する。市街地から山地まで見られ、宅地の庭石や植木鉢の下、山地の朽木の下などにいることが多い。

## 形態
殻は細長い右巻きで、長さ数mm-1cm程度。表面は平滑で通常光沢があり、若い個体ではやや曇った半透明、老成したものや死殻では白色不透明となる。軟体が黄色く、生きたものは軟体が透けて黄色く見える。体の構造は普通のカタツムリとほぼ同様で、先端に黒い眼がある触角を出して匍匐する。

## 生態
雌雄同体で卵生。一度に数個を石の下や土壌中などに産卵する。卵は白色球形で硬い炭酸カルシウムの殻があり、親貝の体内にあるものが半透明の殻を通して見えることもある。孵化した子貝は親貝と基本的に同じ形だが、殻の巻き数が少なく、親ほど細長くはない。

## 分類
オカチョウジガイは京都市産の標本をもとに、Allopeas clavulinum (Potiez & Michaud, 1835) の亜種 tとして(Pilsbry と平瀬與一郎 によって記載とされたが、A. clavulinum とは別種の独立種として Allopeas kyotoense として扱われる場合もある（例えば）。

## 日本産の近縁種
日本産の類似種・近縁種には以下のようなものがあるが、個体によっては種の識別が難しい場合もあり、特に幼貝での同定は難しいことも多い。
- マルオカチョウジガイ Allopeas brevispira (Pilsbry et Y. Hirase, 1904) - 本州・四国・九州に分布。
- オカチョウジガイ Allopeas clavulinum kyotoense (Pilsbry et Y. Hirase, 1904) - 北海道から九州まで分布（本項）
- サツマオカチョウジガイ Allopeas satsumense (Pilsbry, 1906) - 本州・九州・奄美大島に分布。
- オオオカチョウジガイ Allopeas gracile (T. Hutton, 1834)
鹿児島県黒島以南と小笠原諸島に外来種として侵入している。
- ユウドウオカチョウジガイ Allopeas heudei (Pilsbry,1906)
日本産のものは中国Hangchowを模式産地として記載されたユウドウオカチョウジガイとは貝殻形態が異なるため、ユウドウオカチョウジガイとは別種という見解もある[2]。
- シリブトオカチョウジガイ Allopeas mauritianum obesispira (Pilsbry et Hirase,1904)
トカラ列島-八重山諸島に分布。
- ホソオカチョウジガイ Opeas pyrgula Schmacker & O. Boettger, 1891 - 北海道南部以南に分布。
- トクサオカチョウジガイ Paropeas achatinaceum (L. Pfeiffer, 1846)
殻に粗い成長脈があり、光沢がない。外来種として20世紀前半に日本に侵入し、以後は本州以南に定着している。
- オオクビキレガイ Rumina decollata (Linnaeus, 1758)
殻長40mmに達し、オカクチキレガイ科では大型種。地中海沿岸産だが、世界各地に外来種として侵入している。日本では、1991年に福岡県から報告[3]されて以降、各地に分布を拡大している[4]。
- オカクチキレガイ Subulina octona (Bruguière, 1789)
西インド諸島原産で、小笠原諸島に外来種として侵入している。